# T Cancri
T Cancri är en halvregelbunden variabel av SRB-typ i stjärnbilden Kräftan.
Stjärnan varierar mellan magnitud +7,6 och 10,5 med en period av 482 dygn.